# 福尔施陶
福尔施陶是奥地利萨尔茨堡州蓬高地区圣约翰县的一个市镇。总面积59.4平方公里，总人口515人，人口密度8.7人/平方公里（2001年）。村落达赫施泰因山麓拉姆绍是比较靠近这里。